# Malott
Malott – jednostka osadnicza w Stanach Zjednoczonych, w stanie Waszyngton, w hrabstwie Okanogan.